# Pachycondyla luteipes
Pachycondyla luteipes är en myrart som först beskrevs av Mayr 1862.  Pachycondyla luteipes ingår i släktet Pachycondyla och familjen myror.

## Underarter
Arten delas in i följande underarter:
- P. l. continentalis
- P. l. luteipes

## Bildgalleri

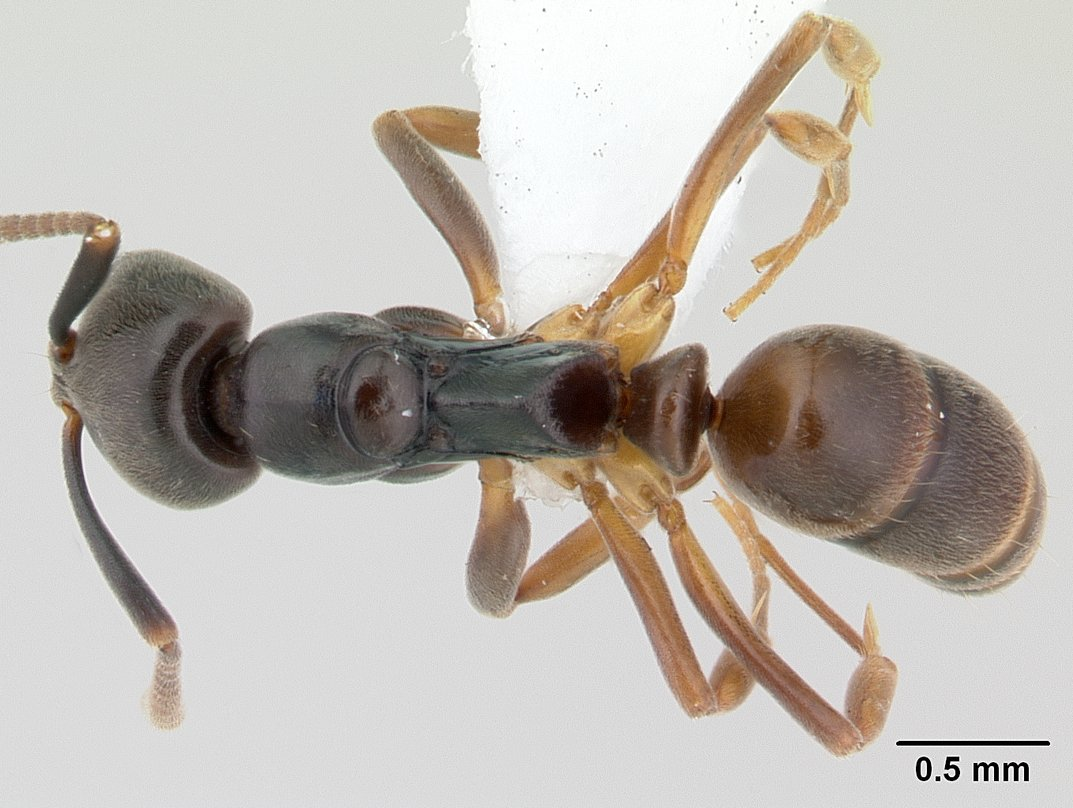
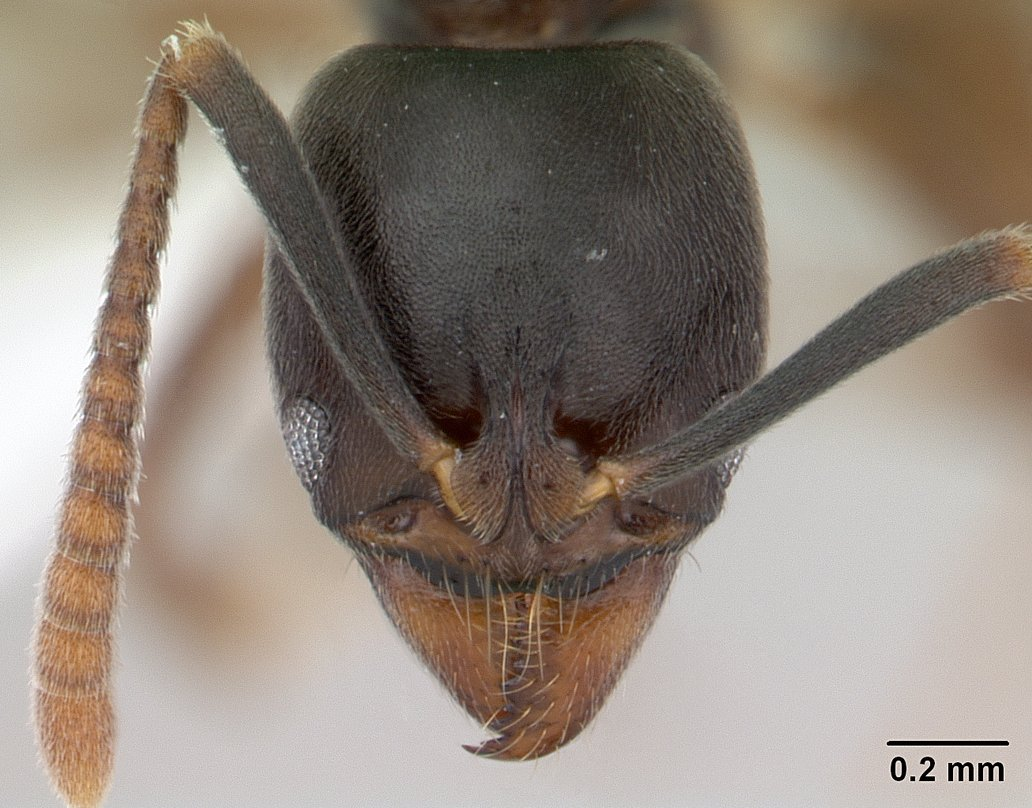
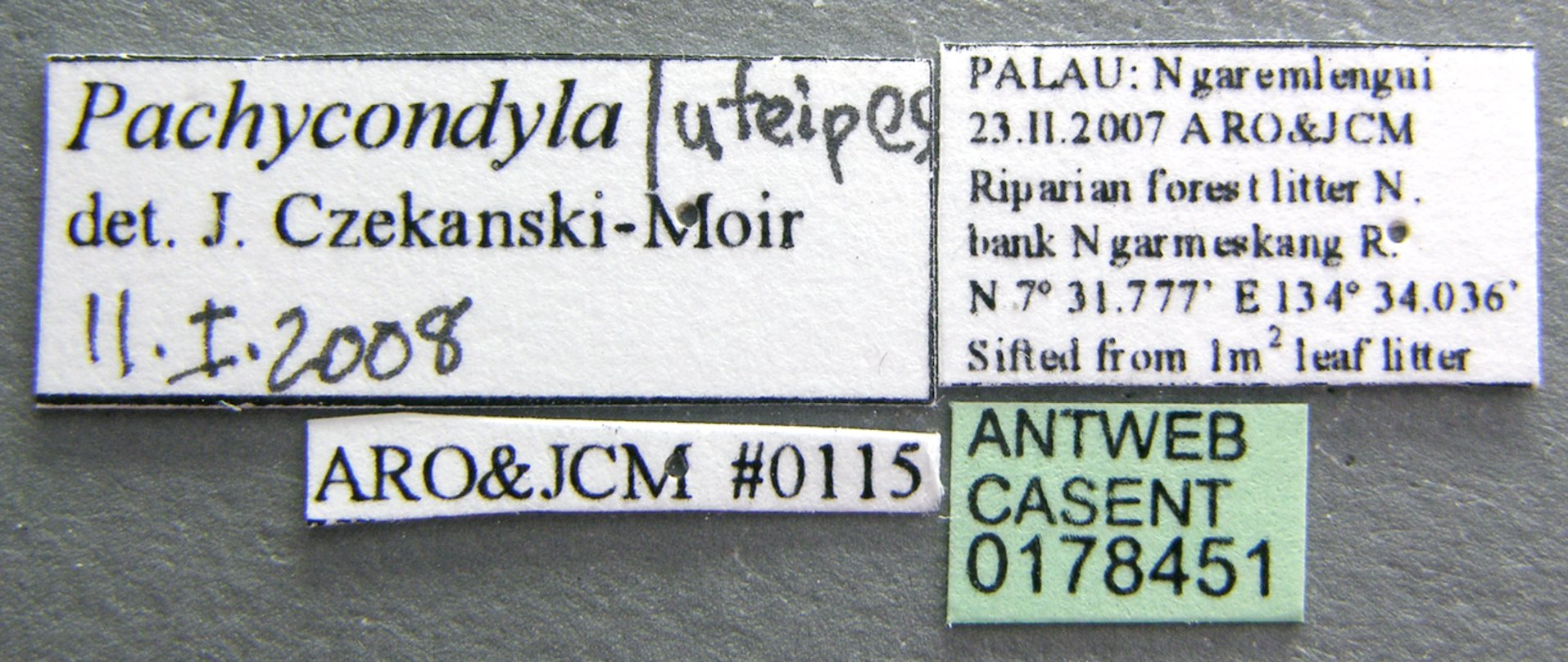
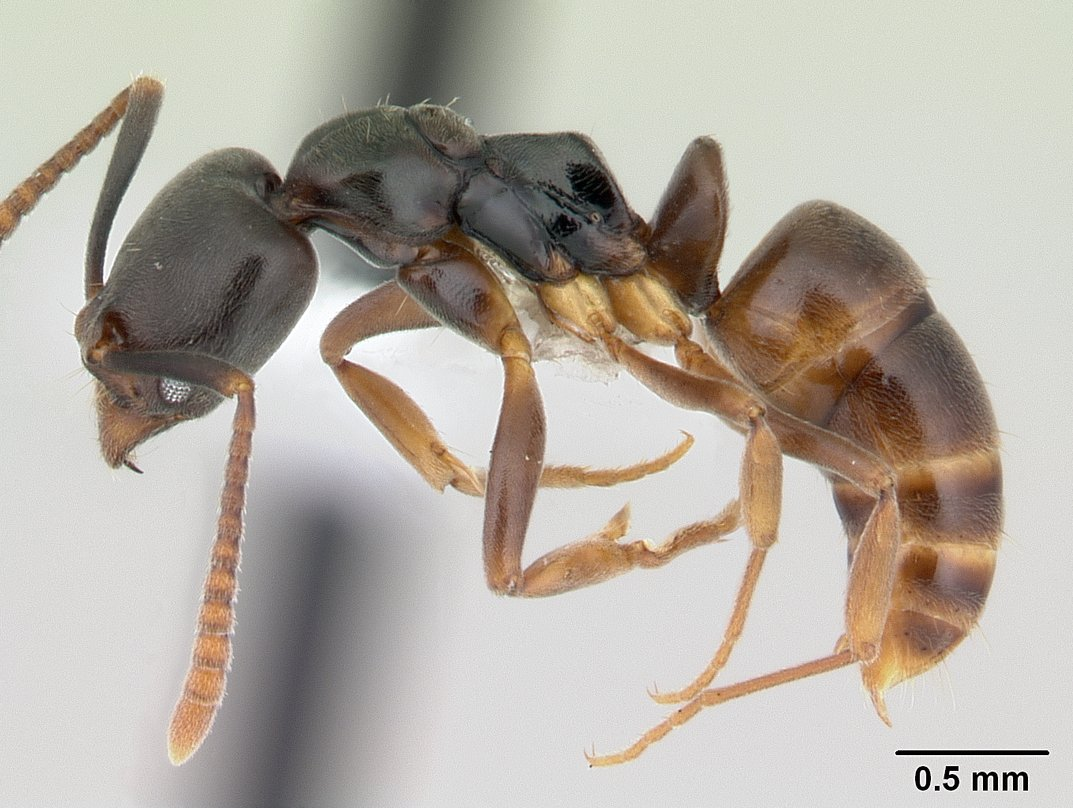